# كيفن كير
كيفن كير (11 سبتمبر 1961 - ) (بالإنجليزية: Kevin Kerr)‏ هو لاعب كريكت جنوب أفريقي.